# Kent (Iowa)
Kent – miasto w Stanach Zjednoczonych, w stanie Iowa, w hrabstwie Union. W 2000 liczyło 72 mieszkańców.